# EMP44
EMP44は、1944年にナチス・ドイツのエルマで試作された省力生産に特化した短機関銃の試作モデルである。MPE44と表記する資料もある。

## 特徴
EMP44は全部品が金属製であり、製造を容易にするため各パーツが直角に結合されているため、従来の短機関銃とは異質な印象を受ける製品である。
デザインの基本は一本の溶接鋼管がマズルブレーキ・銃身放熱カバー・レシーバ（機関部）・銃床を構成している点にあり、ソ連のPPS系短機関銃からの影響が見られる。
作動機構はストレートブローバックで、射撃モードは選択できずフルオート射撃のみである。使用弾薬は9x19mmパラベラム弾で、32発入りの箱型弾倉を2個並列で装着する。

## 開発経緯
第二次世界大戦中期に入ると、ドイツ各地の軍需工場は連合軍による大規模な空爆を受け、工業生産力は著しく低下していったため、MP40より簡易な構造の短機関銃として試作された。
簡易構造短機関銃の研究は1942年から1943年にかけてエルマで進められ、1944年に試作品が完成した。
開発当初は“MP44”と呼ばれていたが、この名称はMP43の改良品が既に使用していたため、エルマ（ERMA）の頭文字である「E」の文字を使用して“EMP44”と改名した。
しかし、当時のドイツ国防軍は既に短機関銃の射程を強化したMP43/StG44へシフトしていたためEMP44が採用される事はなく、更に戦局が悪化してから採用された簡易構造の短機関銃としては、ステンガンをコピーしたMP3008が採用された。